# مديرية حطيب

تعديل مصدري - تعديل

مديرية حطيب هي إحدى مديريات محافظة شبوة في اليمن. بلغ عدد سكانها 13335 نسمة عام 2004.